# عايدة أبو نوار
عايدة أبو نوار (3 مايو 1972 - 7 يوليو 2009)، مغنية أردنية.

## مشوارها الفني
بدأت مشوارها الفني منتصف الثمانينات مع فرقة ميراج الأردنية التي أنشأها زوجها وائل أبو نوار مع صديقه جمال الطاهر وكانت المغنية الرئيسية في الفرقة، وغنت العديد من الأغاني، قامت بكتابة وتلحين بعض الأغاني للفرقة، منها «صرخة» التي قامت بغنائها الفنانة سهير عودة.
في العام 1996 غادرت الأردن مع زوجها للإقامة في كندا، عام 2002 سجلت ألبوما وقررت  طرحه عام 2008 تحت عنوان (إلى متى) متضمن ثماني أغاني من كلماتها وألحانها، أعادت طرح شارة مسلسل ليدي ليدي بشكلٍ جديد ومطور وتصويرها كترحيب لجمهورها،طرحت بعض الأغاني المنفردة باللغة الإنجليزية.

### حياتها الأسرية
تزوجت من الفنان والموسيقي وائل أبو نوار رزقت منه بابنتين راما ودانا

## أعمالها

### أغاني خاصة
- رحلة (خذني لبلاد بعيدة) دويتو مع الفنان وائل أبو نوار
- طفل وحجر
- لوحتي الرائعة
- عالأوف مشعل (دويتو مع الفنان وائل أبو نوار)
- غاب نهار
- فماذا بعد؟
- عند المغيب
- Hocked
- (I Love You (Another Day
- Live The Moment
- آخر أغنية قامت بطرحها باللغة العربية كان بها بعض المفردات الإنجليزية، وشاركها في الغناء الفنان وائل أبو نوار بعنوان Go With The Flow

### شارات الرسوم المتحركة
شاركت في غناء معظم شارات الرسوم المتحركة في التسعينات بدايتها مع شارتي: مغامرات بسيط وليدي ليدي. وتوالت بعدها الأعمال وأهمها:

### في التلفزيون
| سنة الإنتاج | اسم المسلسل                         |
| ----------- | ----------------------------------- |
|             | بانشو الظريف                        |
| 1984        | فتاة المراعي                        |
| 1987        | مغامرات بسيط                        |
| 1987        | زهرة الجبل                          |
| 1987        | الفواكه                             |
| 1988        | ليدي ليدي                           |
| 1988        | وجه الزمان                          |
| 1989        | نصف بطل                             |
| 1989        | أبطال السباق                        |
| 1989        | أمي نبع الحنان                      |
| 1989        | حكايات كان زمان                     |
| 1990        | حكايات من الشرق                     |
| 1990        | فتى عام 2020                        |
| 1990        | في قديم الزمان                      |
| 1990        | صاحب الظل الطويل                    |
| 1990        | الأيام السعيدة                      |
| 1991        | التوأمان                            |
| 1991        | جزيرة الدب                          |
| 1992        | قرية التوت                          |
| 1992        | مغامرات باسل "الجزء الثاني والثالث" |

### ألبومات
| العام | الألبوم | الأغاني                                                                                 |
| ----- | ------- | --------------------------------------------------------------------------------------- |
| 2008  | إلى متى | حبيب الروح،نار،عيني ترى،صدق اللي قال، على بالي، إلى متى، قولي شو اللي مضايقك، أنا والله |

## وفاتها
قررت مغادرة كندا للإنتقال مع عائلتها إلى الولايات المتحدة الأمريكية كاليفورنيا  لكن وافتها المنية إثر إصابتها بنزيف دماغي مفاجئ توفيت على إثره في السابع من يوليو عام 2009م عن عمرٍ ناهز السابعة والثلاثين عاما